# Олександр Волков проти України
Справа «Олександр Волков проти України» (англ. Case of Oleksandr Fedorovych VOLKOV v. Ukraine, Application no. 21722/11) — справа, що розглядалася Європейським судом з прав людини у 2013 році за заявою колишнього (на той час) судді Верховного Суду України Олександра Федоровича Волкова проти Уряду України. Рішення у справі на користь заявника стосується не тільки поновлення прав незаконно звільненого судді, але й загальних принципів діяльності державної влади в Україні. ЄСПЛ викрив у цій справі серйозні системні проблеми судової системи України, які неповністю вирішені досі.

## Обставини справи
Заявник, Олександр Федорович Волков, з 1983 року працював суддею місцевого (районного) суду. На той час законодавство не передбачало складення присяги судді при призначенні на посаду.
5 червня 2003 заявника було призначено на посаду судді Верховного Суду України, а 30 березня 2007 його було обрано Головою Військової палати ВСУ.
У грудні того ж року З'їзд суддів України призначив заявника членом Вищої ради юстиції (ВРЮ), проте він фактично не обійняв цієї посади через протидію тодішнього голови Комітету ВР з питань правосуддя Сергія Ківалова.
16 грудня 2008 член ВРЮ Ренат Кузьмін уніс пропозицію про звільнення заявника з посади судді у зв'язку з порушенням присяги. Таку ж пропозицію вніс член ВРЮ Володимир Колесниченко у березні 2009.
26 травня 2010 ВРЮ розглянула ці клопотання та вирішила рекомендувати Верховній Раді України звільнити заявника. Заявник не був присутнім у цьому засіданні.
16 червня 2010 парламентський комітет під головуванням Ківалова розглянув відповідні подання та вирішив рекомендувати звільнити заявника з посади судді.
17 червня 2010 ВРУ розглянула рекомендації парламентського комітету на пленарному засіданні та ухвалила звільнити заявника. Заявник стверджував, що під час голосування не всі народні депутати були присутніми у залі засідань і голосування відбувалося з порушенням встановленої процедури, зокрема щодо вимоги особистого голосування.
Заявник оскаржив ухвалене рішення до Вищого адміністративного суду України. 19 жовтня 2010 спеціально створена Головою ВАСУ палата частково задовольнила позов заявника. Суд визнав рішення ВРЮ незаконним, проте не скасував його через відсутність відповідних повноважень.
Заявник звернувся до ЄСПЛ.

## Норми Конвенції про захист прав людини і основоположних свобод, які були порушені
1. Частина 1 статті 6 Конвенції, «Право на справедливий суд»: Кожен має право на справедливий і публічний розгляд його справи упродовж розумного строку незалежним і безстороннім судом, встановленим законом, який вирішить спір щодо його прав та обов'язків цивільного характеру або встановить обґрунтованість будь-якого висунутого проти нього кримінального обвинувачення. Судове рішення проголошується публічно, але преса і публіка можуть бути не допущені в зал засідань протягом усього судового розгляду або його частини в інтересах моралі, громадського порядку чи національної безпеки в демократичному суспільстві, якщо того вимагають інтереси неповнолітніх або захист приватного життя сторін, або — тією мірою, що визнана судом суворо необхідною, — коли за особливих обставин публічність розгляду може зашкодити інтересам правосуддя[7].
2. стаття 8, «Право на повагу до приватного і сімейного життя»: 1. Кожен має право на повагу до свого приватного і сімейного життя, до свого житла і кореспонденції.
2. Органи державної влади не можуть втручатись у здійснення цього права, за винятком випадків, коли втручання здійснюється згідно із законом і є необхідним у демократичному суспільстві в інтересах національної та громадської безпеки чи економічного добробуту країни, для запобігання заворушенням чи злочинам, для захисту здоров'я чи моралі або для захисту прав і свобод інших осіб.[7].

## Позиції сторін

### Позиція заявника
Заявник послався на:
частину 1 статті 6 Конвенції в тому, що його справа не була розглянута незалежним і безстороннім судом, встановленим законом; що провадження у ВРЮ було несправедливим, процедуру голосування у ВРУ було порушено; що йому не було забезпечено право на суд у зв'язку з відсутністю у ВАСУ повноважень переглядати рішення ВРЮ, а також що мало місце порушення принципу рівності сторін;
статтю 8 в тому, що його звільнення з посади судді становило втручання у його право на повагу до приватного та професійного життя;
статтю 13 в тому, що він не мав ефективних засобів юридичного захисту щодо його незаконного звільнення.
На цих підставах заявник просив поновити його на посаді, а також:
 — 1 107 255,87 євро матеріальної шкоди;
 — 20 000 євро моральної шкоди;
 — 14 945,81 фунтів стерлінгів та 11 154,95 євро судових витрат (оплата праці юристів).

### Позиція Уряду України
Уряд України, позицію якого в ЄСПЛ представляли спочатку В. Лутковська, а потім Н. Кульчицький, усіляко заперечував обґрунтованість скарги. Уряд у своїх запереченнях стверджував, що вказані заявником проблеми правової системи України значною мірою вирішені в результаті прийняття судової реформи 2010 року.
Уряд доводив, що національне законодавство передбачало достатні гарантії незалежності та безсторонності ВРЮ. Не було підстав стверджувати про упереджене ставлення до заявника з боку членів ВРЮ. У будь-якому разі, рішення ВРЮ ухвалювалося за результатами голосування більшості її членів і заявлене упереджене ставлення не могло істотно вплинути на безсторонність цього органу.
Уряд погодився, що до певної міри мало місце дублювання у складі ВРЮ та парламентського комітету. Однак комітет був колегіальним органом, який ухвалював рішення шляхом голосування більшості, і це рішення комітету не було обов'язковими для пленарного засідання Верховної Ради.
Уряд також наполягав, що не було підстав для сумніву у незалежності та безсторонності ВАСУ.

## Рішення Суду

### Обґрунтування
ЄСПЛ дійшов висновку, що розгляд справи заявника у Вищій раді юстиції не був незалежним та безстороннім. По-перше, більшість членів ВРЮ працюють на постійній основі та отримують зарплату поза межами ВРЮ, що неминуче веде до їх залежності від основних працедавців. На час ухвалення рішення ВРЮ до її складу входило чимало осіб, котрі були політичними діячами або працювали в органах прокуратури, виконавчої влади та адміністрації президента (зокрема, це народні депутати С. Ківалов та В. Бондик, генеральний прокурор О. Медведько та його заступники В. Кудрявцев, Р. Кузьмін, В. Пшонка, міністр юстиції О. Лавринович, заступник глави Адміністрації президента — керівник головного управління з питань судової реформи та судоустрою А. Портнов).
По-друге, ЄСПЛ вказав на особисту упередженість окремих членів ВРЮ стосовно заявника (ініціаторами звільнення О. Волкова виступили Р. Кузьмін та В. Колесниченко).
ЄСПЛ констатував, що подальше вирішення справи заявника Верховною Радою України не виправило недоліків «незалежності та неупередженості», а натомість ще й додало політизації цьому процесові. Це виявилося, зокрема, в тому, що голова профільного парламентського комітету та один із його членів (С. Ківалов і В. Бондик) також були членами ВРЮ і брали участь у вирішенні справи на трьох рівнях — у ВРЮ, у парламентському комітеті та на засіданні парламенту.
ЄСПЛ встановив, що Верховна Рада ухвалила рішення про звільнення заявника з грубим порушенням Конституції та законів, а також шляхом маніпуляцій з електронною системою голосування. Голосування проводилося за відсутності більшості народних депутатів, — присутні в залі засідання парламентарії умисно й незаконно використовували чужі картки для голосування.
ЄСПЛ констатував, що «перегляд справи заявника Вищим адміністративним судом України був недостатнім та не міг виправити всіх недоліків…». Це зумовлено рядом факторів. По-перше, ВАСУ не мав повноважень для повного відновлення права заявника — винести постанову про поновлення його на посаді. За рішенням ЄСПЛ, під час розгляду справ цієї категорії ВАСУ взагалі не може вважатися судом, який вирішить спір щодо прав заявника (стаття 6 Конвенції).
ЄСПЛ також висловив сумнів у незалежності та безсторонності суддів ВАСУ, які розглядали справу заявника. Цей сумнів обґрунтований тим, що судді підпадали під юрисдикцію ВРЮ, яка була стороною у цій справі. ЄСПЛ дійшов ще одного надзвичайно важливого у правовому сенсі висновку: склад колегії суддів, яка розглядала скаргу заявника, не може вважатися «судом, встановленим законом». Тобто особи в суддівських мантіях, які розглядали «справу О. Волкова» і постановили судове рішення від імені України, з точки зору права, не були судом. Річ у тому, що утворення судових палат ВАСУ відбувалося за рішенням голови цього суду О. Пасенюка після того, як термін перебування його на посаді завершився. Тому ЄСПЛ не вважає, що утворення палати відбулося в законний спосіб.

### Результат
9 січня 2013 року в Рішенні, що стало остаточним 27 травня 2013 року, Суд одноголосно постановив:
- що було порушення пункту 1 статті 6 Конвенції щодо принципів незалежності та безсторонності суду;
- що було порушення пункту 1 статті 6 Конвенції щодо принцип юридичної визначеності та відсутності строку давності для провадження стосовно заявника;
- що було порушення пункту 1 статті 6 Конвенції щодо принципу юридичної визначеності та звільнення заявника на пленарному засіданні парламенту;
- що було порушення пункту 1 статті 6 Конвенції щодо принципу забезпечення особі «суду, встановленого законом»;
- що було порушення статті 8 Конвенції;
- що немає потреби розглядати скаргу за статтею 13 Конвенції;
- що Україна має забезпечити якнайшвидше поновлення заявника на посаді судді Верховного Суду України.

Крім того, Суд постановив, що Україна має сплатити заявнику 6000 (шість тисяч євро) відшкодування моральної шкоди і 12 000 (дванадцять тисяч євро) компенсації судових витрат. Розгляд питання про матеріальну шкоду Суд відклав.
У 2018 році сторони дійшли згоди про розмір справедливої сатисфакції в частині матеріальної шкоди. Згідно з рішенням Суду від 6 лютого 2018 року, український уряд виплатить заявнику компенсацію в розмірі 1,43 млн грн.

#### Заходи загального характеру
Заходи загального характеру — це заходи, передбачені рішенням Європейського суду з прав людини, спрямовані на усунення можливості аналогічного порушення щодо інших осіб. Наприклад, держава зобов'язується внести зміни до законодавства чи провести правові або законодавчі реформи.
Суд вказав, що Україна має вжити цілу низку заходів загального характеру, спрямованих на реформування системи притягнення суддів до дисциплінарної відповідальності (судової дисципліни). Ці заходи повинні включати законодавчу реформу, пов'язану з перебудовою цієї системи. Загалом, Україна повинна нагально провести реформи своєї правової системи.

## Виконання рішення

### Індивідуальні заходи
Встановивши неправомірність звільнення О. Волкова, ЄСПЛ вирішив, що Україна повинна забезпечити його відновлення на посаді судді Верховного Суду у якомога стислий термін.
Відразу після набуття рішенням ЄСПЛ остаточного характеру тодішній міністр юстиції О. Лавринович заявив, що йому невідомий механізм поновлення судді ВСУ на посаді. Тодішній Урядовий уповноважений у справах ЄСПЛ Н. Кульчицький наголосив: проблема полягає в тому, що штат Верховного Суду повністю укомплектований. Щоправда, сам Волков спростував останнє твердження. Він також додав, що Рада Європи може накласти на Україну санкції за невиконання Рішення.
Верховна Рада робила декілька спроб скасувати постанову про звільнення Волкова, які провалювалися «з надуманих причин».
Врешті, вже після повалення режиму Януковича, Верховна Рада прийняла постанову від 25 грудня 2014 року № 60-VIII «Про виконання рішення Європейського суду з прав людини у справі „Олександр Волков проти України“ щодо судді Верховного Суду України Волкова Олександра Федоровича». Цією постановою парламент скасував попередню постанову (у частині звільнення цього судді).
Голова Верховного Суду України Ярослав Романюк 2 лютого 2015 видав наказ про відновлення на посаді судді ВСУ Олександра Волкова. 23 лютого 2015 року Пленум ВСУ ухвалив рішення, яким суддя Волков введений до складу Судової палати ВСУ в адміністративних справах.
Таким чином, з моменту звільнення судді Волкова до моменту поновлення його на посаді минуло більше ніж чотири з половиною роки.

### Загальні заходи
Ключовим у Рішенні є необхідність вжиття Україною загальних заходів, спрямованих на розв'язання фундаментальних проблем правової системи України, що випливають з неспроможності держави дотриматися принципу розподілу влад і забезпечити дію принципу верховенства права.
18 лютого 2015 в Україні стартував проект Ради Європи «Підтримка реформи системи суддівської відповідальності в Україні», поштовхом для чого стала справа судді Волкова. Метою проекту є справедлива, об'єктивна і чітко прописана у вітчизняному законодавстві суддівська відповідальність.
Обговорюючи справу, учасники круглого столу, що відбувся 25 березня, виділили 18 проблем, що необхідно усунути в рамках загальних заходів. У поданому нижче переліку зеленим позначені повністю вирішені проблеми; жовтим частково вирішені та червоним — не вирішені.
1) особливі повноваження голови обласного суду щодо ініціювання дисциплінарного провадження стосовно судді;

2) поєднання в повноваженнях члена Вищої ради юстиції ролі «обвинувача» і «судді» в одній і тій самій справі;

3) можливість поєднання повноважень члена ВРЮ і народного депутата України в однієї особи;

4) відсутність процедури відводу члена ВРЮ, у безсторонності якого існують сумніви;

5) відсутність у Вищого адміністративного суду достатніх повноважень щодо відновлення порушених прав судді;

6) відсутність строків давності для притягнення суддів до дисциплінарної відповідальності;

7) порушення права на законний суд при розгляді питань щодо оскарження рішень з питань притягнення судді до дисциплінарної відповідальності;

8) невизначеність на законодавчому рівні і на практиці моменту припинення повноважень голови суду;

9) відсутність широкої шкали дисциплінарних стягнень, що не сприяло застосуванню принципу пропорційності у кожному конкретному випадку;

10) відсутність зрозумілих критеріїв та порядку притягнення суддів до дисциплінарної відповідальності;

11) більшість складу ВРЮ не працюють на постійній основі, що означає їхню залежність від головних роботодавців;

12) ігнорування судом важливих та належних аргументів сторони;

13) неузгодженість складу ВРЮ з вимогами щодо незалежності цього органу;

14) включення до складу ВРЮ представників органів прокуратури, що є потенційною загрозою безсторонності цього органу;

15) вирішення питань дисциплінарної відповідальності судді неналежним для оцінки фактів і права органом — парламентом;

16) залежність суддів ВАСУ, які переглядають рішення ВРЮ, від дисциплінарної юрисдикції ВРЮ;

17) неособисте голосування народних депутатів;

18) надто широка свобода розсуду дисциплінарного органу у тлумаченні поняття «порушення присяги».

## Значення справи
ЗМІ, перш за все, звернули увагу на те, що частина депутатів Верховної Ради голосувала за інших. Оскільки це було кваліфіковано Судом як порушення Конвенції, то ситуація стала виглядати як програш усієї справи через «кнопкодавів».
Проте справа є унікальною, на думку представника О. Волкова у ЄСПЛ, професора права Мілдсекського університету (США) Філіпа Ліча, тому що Суд ще ніколи досі не давав настільки прямих наказів якійсь країні. «Суд побачив безліч системних прогалин в українському законодавстві щодо процедур призначення суддів, просування на посаді і звільнення, надмірну політизацію української судової системи, залежність її від інших гілок влади».
Дійсно, ЄСПЛ у багатьох випадках до того приймав рішення про відновлення порушених прав шляхом нового розгляду справи на національному рівні. Але в цьому випадку Суд не вважає, що в найближчому майбутньому справа заявника може бути розглянута в Україні з дотриманням усіх правових принципів. Водночас Суд не може допустити, аби заявник залишився в ситуації невизначеності. Таким чином, ЄСПЛ фактично висловив недовіру правовій системі України.
ЄСПЛ констатував, що ця справа викриває серйозні системні проблеми функціонування судової системи України. Такими проблемами є:
- відсутність реального поділу державної влади на законодавчу, виконавчу та судову, що спричиняє політичну та іншу залежність судів і суддів;
- політизованість механізму формування суддівського корпусу, яка виявляється в істотному політичному впливі на нього та «ручному» керуванні ним;
- домінування суб'єктивних критеріїв у процедурі притягнення суддів до відповідальності за порушення присяги;
- правова невизначеність у питанні звільнення суддів з посади за порушення присяги. Непередбачуваність і вибірковість застосування заходів відповідальності суддів;
- абсолютна беззахисність суддів перед безпідставним дисциплінарним переслідуванням, зокрема перед обвинуваченням у порушенні присяги. У поєднанні з іншими вище зазначеними обставинами, це створює в суддівському середовищі атмосферу страху і призводить до тотальної залежності суддів[1][6].

Юристами відзначено, що реальне виконання Рішення потребуватиме фактичного скасування судової реформи, проведеної С. Ківаловим та А. Портновим в інтересах Януковича у 2010 році.